# They Wouldn't Dare
They Wouldn't Dare è il secondo EP del gruppo heavy metal britannico Angel Witch, pubblicato nel 2004 per la Archaic Temple Productions.

## Tracce

### Side A
1 - They Wouldn't Dare - 03:02
2 - Nowhere to Run - 03:23

### Side B
3 - Evil Games - 03:26	
4 - They Wouldn't Dare (live) - 03:10

## Formazione
Kevin Heybourne - voce, chitarra
Jerry Cunningham - basso
Ricky Bruce - batteria